# 吉林农业大学
吉林农业大学，是位于中国大陆吉林省长春市的一所公立大学，是吉林省人民政府与农业农村部合作的一所省部共建大学。
吉林农业大学创建于1948年，是吉林省属重点大学，中国首批具有学士、硕士学位授予权的高等院校之一，1993年成为吉林省省属院校中最早获得博士学位授权单位的高校。
学校占地1347公顷。其中，校园占地面积312.66公顷，教学、科研基地1034.34公顷，校园建筑面积44.48万平方米，固定资产总值30亿元人民币，图书馆纸质图书173.2万册，电子图书129.2万种，中外文数据库24个。学校与国家5A级旅游景区净月潭国家森林公园相毗邻，校园规划别致，景色怡人，素有“花园学校”之美誉。 
截至2021年3月，学校设有19个学院，1个直属教学部门和1个研究生学院，1个与社会力量合作举办的独立学院。学校现有全日制在校生19800人，其中，本科生15954人，硕士研究生3273人，博士研究生431人，留学生142人。有在籍函授生5754人。
学校拥有9个博士后科研流动站，9个一级博士学位授权学科，42个二级博士学位授权学科，20个一级硕士学位授权学科，72个二级硕士学位授权学科，73个本科专业，1个国家重点学科（培育），3个部委级重点学科和13个省级特色高水平学科；植物学与动物学、农业科学2个学科进入ESI全球大学排名前1%。
学校现有教职工1817人，拥有中国工程院院士1人、双聘院士1人，国务院学位委员会学科评议组成员6人，教育部高等学校教学指导委员会成员8人，国家有突出贡献中青年专家6人，国家级教学名师1人，国家“百千万人才工程”6人，国务院政府特殊津贴专家46人，科技部中青年科技创新领军人才3人，教育部新世纪优秀人才7人，省政府参事3人，“长白山学者”特聘教授7人、讲座教授5人，吉林省高级专家28人，省级有突出贡献中青年专家50人，吉林省拔尖创新人才61人；国家级优秀教学团队1个，首批全国高校“黄大年式教师团队”1个，首批吉林省高校“黄大年式教师团队”2个、“黄大年式科研团队”1个。2018年获批“国家级专家服务基地”。
截至2016年11月，学校拥有国家级科研平台1个，国家部委级科研平台9个，省市级科研平台47个，国际合作平台1个，校企共建平台3个。

## 院系设置
吉林农业大学设有14个学院，分别为农学院、园艺学院、动物科学技术学院、资源与环境学院、中药材学院、工程技术学院、生命科学学院、信息技术学院、食品科学与工程学院、外国语学院、人文学院、经济管理学院、国际交流学院、成人教育学院。